# Carlo Hemmerling
Carlo Hemmerling (eigentlich Charles-Henri Hemmerling; * 9. November 1903 in Vevey; † 3. Oktober 1967 in Cully) war ein Schweizer Komponist, Pianist und Organist.
Hemmerling studierte zunächst am Conservatoire de Lausanne die theoretischen Fächer bei Alexandre Denéréaz und Henri Gagnebin, Klavier bei Robert Gayrhos sowie privaten Orgelunterricht bei François Demierre. 1925 trat er an der École normale de musique in Paris in die Kompositionsklasse von Paul Dukas ein. Hemmerling wirkte danach von 1931 bis 1956 als Direktor der Union chorale in Vevey. 1955 komponierte er für die Fête des Vignerons in Vevey die Musik, zu welcher der Autor Géo H. Blanc den Text lieferte. Ab 1956 bis zu seinem Tod 1967 des Conservatoire de Lausanne; zudem war Hemmerling ab 1960 als Präsident der SUISA tätig.
Hemmerling komponierte über 140 Chorwerke und Werke für Gesang und Klavier sowie für Kammermusik.